# 1065 (szám)
Az 1065 (római számmal: MLXV) az 1064 és 1066 között található természetes szám.

## A szám a matematikában
A tízes számrendszerbeli 1065-ös a kettes számrendszerben 10000101001, a nyolcas számrendszerben 2051, a tizenhatos számrendszerben 429 alakban írható fel.
Az 1065 páratlan szám, összetett szám, szfenikus szám. Kanonikus alakja 31 · 51 · 711, normálalakban az 1,065 · 103 szorzattal írható fel. Nyolc osztója van a természetes számok halmazán, ezek növekvő sorrendben: 1, 3, 5, 15, 71, 213, 355 és 1065.
Tizenkétszögszám.
Az 1065 huszonöt szám valódiosztó-összegeként áll elő, ezek közül a legkisebb a 2367.

## Csillagászat
- 1065 Amundsenia kisbolygó